# Estación Saldungaray
Saldungaray es una estación de ferrocarril ubicada en la localidad de Saldungaray, Partido de Tornquist, Provincia de Buenos Aires, Argentina.

## Servicios
La estación fue inaugurada por el Ferrocarril Sud con el nombre de Sierra de la Ventana en 1903 y en torno a ella se desarrolló un pueblo. En 1910, con la construcción del Club Hotel Sierra de la Ventana, existió la necesidad de construir una nueva estación cerca del hotel, la que se denominó Sauce Grande. Los pasajeros para el hotel popularmente conocido como de Sierra de la Ventana, debían bajar del tren en Sauce Grande, pero esto generaba confusión con el nombre de la estación Sierra de la Ventana, ya que muchos pasajeros con destino al hotel se confundían y seguían hasta ésta, y muchas veces la correspondencia para ésta era dirigida al hotel. Fue así que las autoridades del hotel solicitaron al gobierno nacional que se cambiara el nombre de la estación Sauce Grande poniéndole Sierra de la Ventana. Como el gobierno entendió que este pedido era razonable, se dictó una resolución en tal sentido y designando Saldungaray a la exestación Sierra de la Ventana. Al día siguiente de conocerse el cambio, el 22 de septiembre de 1912, hubo en el pueblo una enérgica protesta rechazando el cambio. Se redactó una nota al Ministro de Obras Públicas solicitando la restitución del nombre, y cuatro días más tarde, varios vecinos fueron a ver al gobernador de la provincia para que intercediera. Ninguna gestión dio el resultado esperado.
Todo siguió tranquilo hasta el 24 de octubre en que una cuadrilla del ferrocarril quitó el cartel de la estación para colocar el nuevo, pero los habitantes de la pequeña villa, enardecidos impidieron que esto se realizara, amenazando a los empleados del ferrocarril. Dos días más tarde, por su cuenta los vecinos organizaron un gran acto para reponer el cartel que ostentaba el nombre de “Sierra de la Ventana”. El mismo fue multitudinario y con banda, discursos y todo lo que un acto de esta naturaleza implica. Se veía esto como el triunfo del pueblo frente a los burócratas del gobierno. El ferrocarril, que nada tenía que ver en esta disputa, simplemente imprimió el nombre Saldungaray en los boletos y el nuevo horario cuando entró en vigencia el 1 de diciembre, cumpliendo la disposición ministerial. Ya nada pudieron hacer los habitantes ante el hecho consumado.
Con la nacionalización de los ferrocarriles en 1948, la estación pasó a integrar el ramal Plaza Constitución-Bahía Blanca vía Pringles, perteneciente al Ferrocarril General Roca. 
En 2001, la revista Todo Trenes sacó una nota al Jefe de Estación de Saldungaray, Marcelo García, quien, pese a la ya baja frecuencia del tren, mantenía la estación pintada impecablemente, con lámparas de faroles del andén en su lugar y protegidas por una prolija malla de alambre tejido, y finalmente una pizarra con anuncios pintados prolijamente, incluso las manijas y los ojos de las cerraduras estaban impecablemente pulidas, y en las chapitas de las cerraduras se leía ''FCS'' (Ferrocarril Sud). El entonces Jefe de Estación de Saldungaray consiguió de la Municipalidad materiales, como por ejemplo pintura, como para acondicionar el edificio que fue vandalizado durante el corto plazo entre cierre y traspaso a la Provincia. Con algunos Planes Trabajar consiguió mano de obra para arreglar los techos. De algunos vecinos que tenían obras en construcción, obtuvo pequeñas colaboraciones de materiales para arreglos de mampostería. Con su incansable trabajo, hizo el resto.
Desde junio de 2016, la estación Saldungaray no presta servicios de pasajeros. Por sus vías corren trenes de carga de la empresa Ferrosur Roca.

## Ubicación

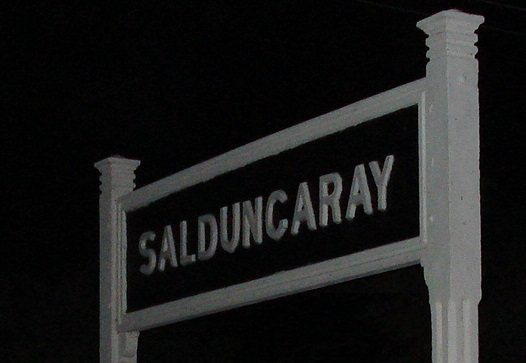
Estación Saldungaray, del Ferrocarril Roca.

Se encuentra a 11 km al sur de la ciudad de Sierra de la Ventana.